# Sebastian Gishamer
Sebastian Gishamer (Salzburg, 13 oktober 1988) is een Oostenrijks voetbalscheidsrechter. Hij is in dienst van FIFA en UEFA sinds 2019. Ook leidt hij sinds 2017 wedstrijden in de Bundesliga.
Op 15 april 2017 leidde Gishamer zijn eerste wedstrijd in de Oostenrijkse nationale competitie. Tijdens het duel tussen Admira Wacker en Sankt Pölten (2–0 voor de thuisploeg) trok de leidsman viermaal de gele kaart. In Europees verband debuteerde hij op 11 juli 2019 tijdens een wedstrijd tussen Debrecen en KF Kukësi in de eerste voorronde van de UEFA Europa League; het eindigde in 3–0 en Gishamer trok zesmaal de gele kaart. Zijn eerste interland floot hij op 7 oktober 2020, toen Slovenië met 4–0 won van San Marino door doelpunten van Nemanja Mitrovič (tweemaal), Haris Vučkić en Rajko Rep. Tijdens deze wedstrijd hield Gishamer zijn kaarten op zak.

## Interlands
| Datum             | Plaats                             | Wedstrijd             | Uitslag | Competitie             | Kreeg geel | Kreeg voor de tweede keer geel en dus rood | Weggestuurd |
| ----------------- | ---------------------------------- | --------------------- | ------- | ---------------------- | ---------- | ------------------------------------------ | ----------- |
| 7 oktober 2020    | Ljubljana, Slovenië                | Slovenië – San Marino | 4 – 0   | Vriendschappelijk      | 0          | 0                                          | 0           |
| 13 oktober 2020   | Sankt Veit an der Glan, Oostenrijk | Nigeria – Tunesië     | 1 – 1   | Vriendschappelijk      | 7          | 0                                          | 0           |
| 13 november 2020  | Maria Enzersdorf, Oostenrijk       | Costa Rica – Qatar    | 1 – 1   | Vriendschappelijk      | 3          | 0                                          | 0           |
| 30 mei 2021       | Klagenfurt, Oostenrijk             | Malta – Noord-Ierland | 0 – 3   | Vriendschappelijk      | 2          | 0                                          | 0           |
| 8 juni 2022       | Glasgow, Schotland                 | Schotland – Armenië   | 2 – 0   | Nations League 2022/23 | 3          | 0                                          | 0           |
| 22 september 2022 | Maria Enzersdorf, Oostenrijk       | Venezuela – IJsland   | 0 – 1   | Vriendschappelijk      | 5          | 0                                          | 0           |
| 28 maart 2023     | Pristina, Kosovo                   | Kosovo – Andorra      | 1 – 1   | EK 2024 kwalificatie   | 3          | 0                                          | 0           |
| 13 oktober 2023   | Reykjavík, IJsland                 | IJsland – Luxemburg   | 1 – 1   | EK 2024 kwalificatie   | 7          | 0                                          | 0           |
| 26 maart 2024     | Londen, Engeland                   | Engeland – België     | 2 – 2   | Vriendschappelijk      | 3          | 0                                          | 0           |
| 4 juni 2024       | Bologna, Italië                    | Italië – Turkije      | 0 – 0   | Vriendschappelijk      | 2          | 0                                          | 0           |
| 9 september 2024  | Larnaca, Cyprus                    | Cyprus – Kosovo       | 0 – 4   | Nations League 2024/25 | 3          | 0                                          | 0           |
| 17 november 2024  | Boedapest, Hongarije               | Israël – België       | 1 – 0   | Nations League 2024/25 | 5          | 0                                          | 0           |
| 24 maart 2025     | Tirana, Albanië                    | Albanië – Andorra     | 3 – 0   | WK 2026 kwalificatie   | 2          | 0                                          | 0           |

Laatst bijgewerkt op 27 maart 2025.